# Bandeira de Wûnseradiel

Bandeira de Wûnseradiel

A bandeira de Wûnseradiel, na Frísia, Países Baixos, é cheia de simbolismo, apesar do design simples. Foi adotada em 19 de abril de 1955. A faixa branca representa o fluir do rio Marne, que antigamente cortava a municipalidade em duas. Atualmente, uma estrada separa Wûnseradiel.
Uma bandeira especial foi adotada na ocasião da parada em homenagem à rainha Juliana e o príncipe Bernardo, em 7 de abril de 1962, que continha com três caudas e era coberta com o veado vermelho do brasão de armas municipal.
A bandeira de Wûnseradiel consiste em três faixas, intercalando azul e branco, em proporção 5:2:5. A faixa branca representa a divisão do território municipal; seu formato retangular (em oposição ao diagonal de outras bandeiras frísias) simboliza a agricultura da municipalidade.